# Torrendia grandis
Torrendia grandis är en svampart som beskrevs av Bougher 1999. Torrendia grandis ingår i släktet Torrendia och familjen Amanitaceae.   Inga underarter finns listade i Catalogue of Life.